# 2,6-diidrossipiridina 3-monoossigenasi
La 2,6-diidrossipiridina 3-monoossigenasi è un enzima appartenente alla classe delle ossidoreduttasi, che catalizza la seguente reazione:
2,6-diidrossipiridina + NADH + H+ + O2 ⇄ 2,3,6-triidrossipiridina + NAD+ + H2O
L'enzima è una flavoproteina.